# Voetboogstraat
De Voetboogstraat is een smalle straat in Amsterdam-Centrum, tussen het Spui en de Heiligeweg. De straat ligt parallel aan de Handboogstraat en de Kalverstraat. Hij wordt abusievelijk ook wel Voetboogsteeg genoemd, maar dat is historisch gezien onjuist. De naam Voetboogstraat komt al voor op een ervenkaart uit de ontstaanstijd van de straat, bewaard in het stadsarchief Amsterdam. Hetzelfde geldt voor de Handboogstraat.
Net als de Handboogstraat bevat de Voetboogstraat een cluster van uitgaansaangelegenheden die vooral onder studenten populair zijn, daarnaast zijn er ook enkele winkels. De Voetboogstraat is in Amsterdam, maar ook daarbuiten, bekend door de aanwezigheid van het Vlaams Friethuis, de rij klanten daarvoor strekt zich op zaterdagen soms uit tot aan de Heiligeweg.
De straat is in 1649 vernoemd naar- en aangelegd op de schietboomgaard van de  voetboogschutters. De stadsdoelen strekte zich uit over het gebied dat omsloten werd door het Singel (waar zich de Universiteitsbibliotheek bevindt), de Kalverstraat, de Heiligeweg en het Spui. De Voetboogdoelen was een van de drie doelens in Amsterdam, naast de Handboogdoelen en de Kloveniersdoelen. Er werd respectievelijk geoefend in schieten met de voetboog, handboog en de klover, een bijnaam voor een Frans type musketgeweer.
Op de hoek met het Spui staat gebouw Helios van architect Gerrit van Arkel met veel versieringen aan de gevel waaronder het mozaïek Zum Barbarossa. Hier was tot 1969 lunchroom Formosa gevestigd. Aan het eind van de straat staat in de Heiligeweg het Rasphuispoortje van omstreeks 1600, oorspronkelijk de ingang van een tuchthuis, tegenwoordig een toegang van het winkelcentrum Kalverpassage.

## In  het nieuws
De Voetboogstraat kwam op 17 augustus 1996 landelijk in het nieuws vanwege de doodslag op Joes Kloppenburg. Een jaar later werd in de straat het gedenkteken Monument voor Joes Kloppenburg geïnstalleerd.

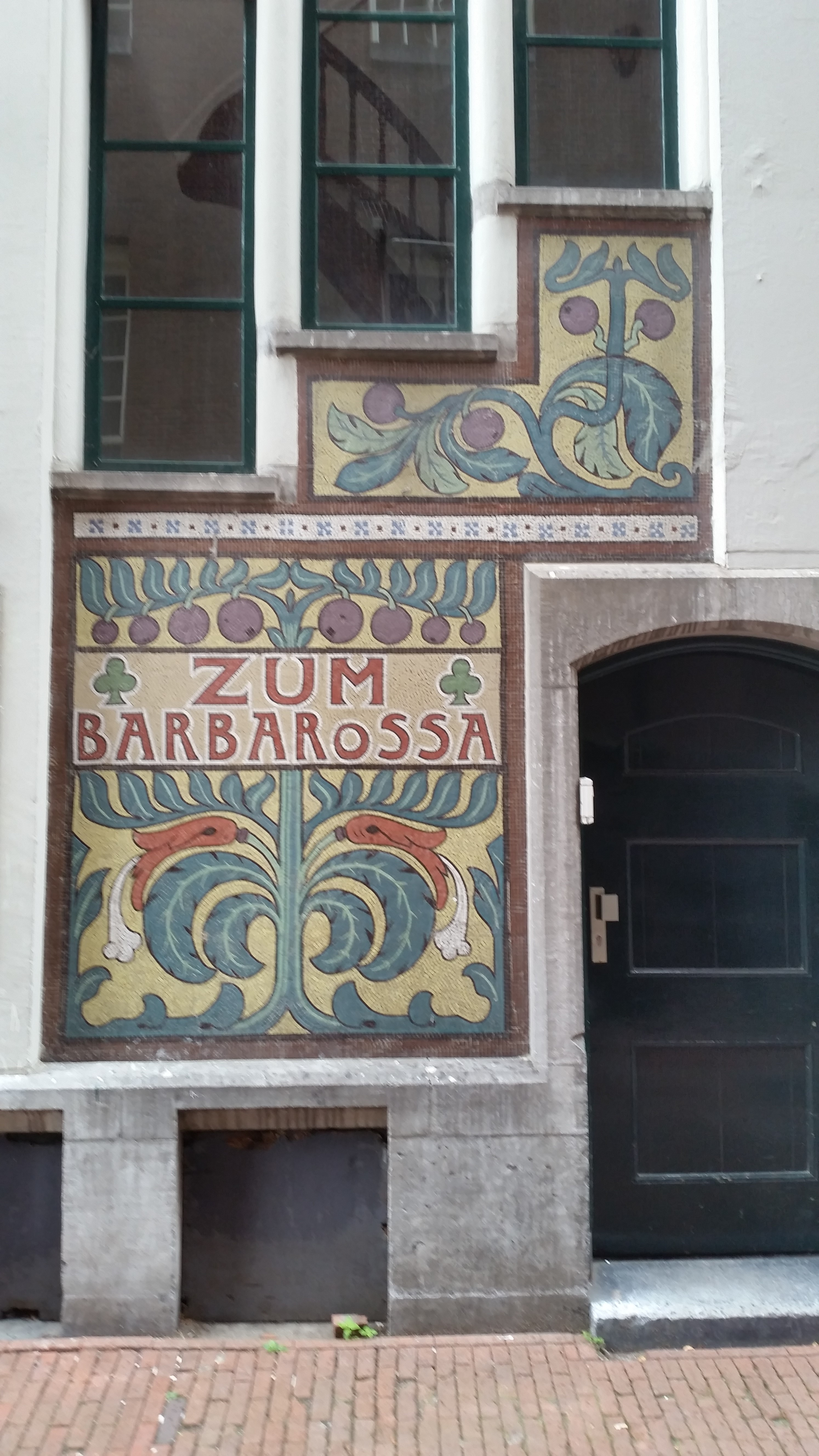
Mozaïek Zum Barbarossa
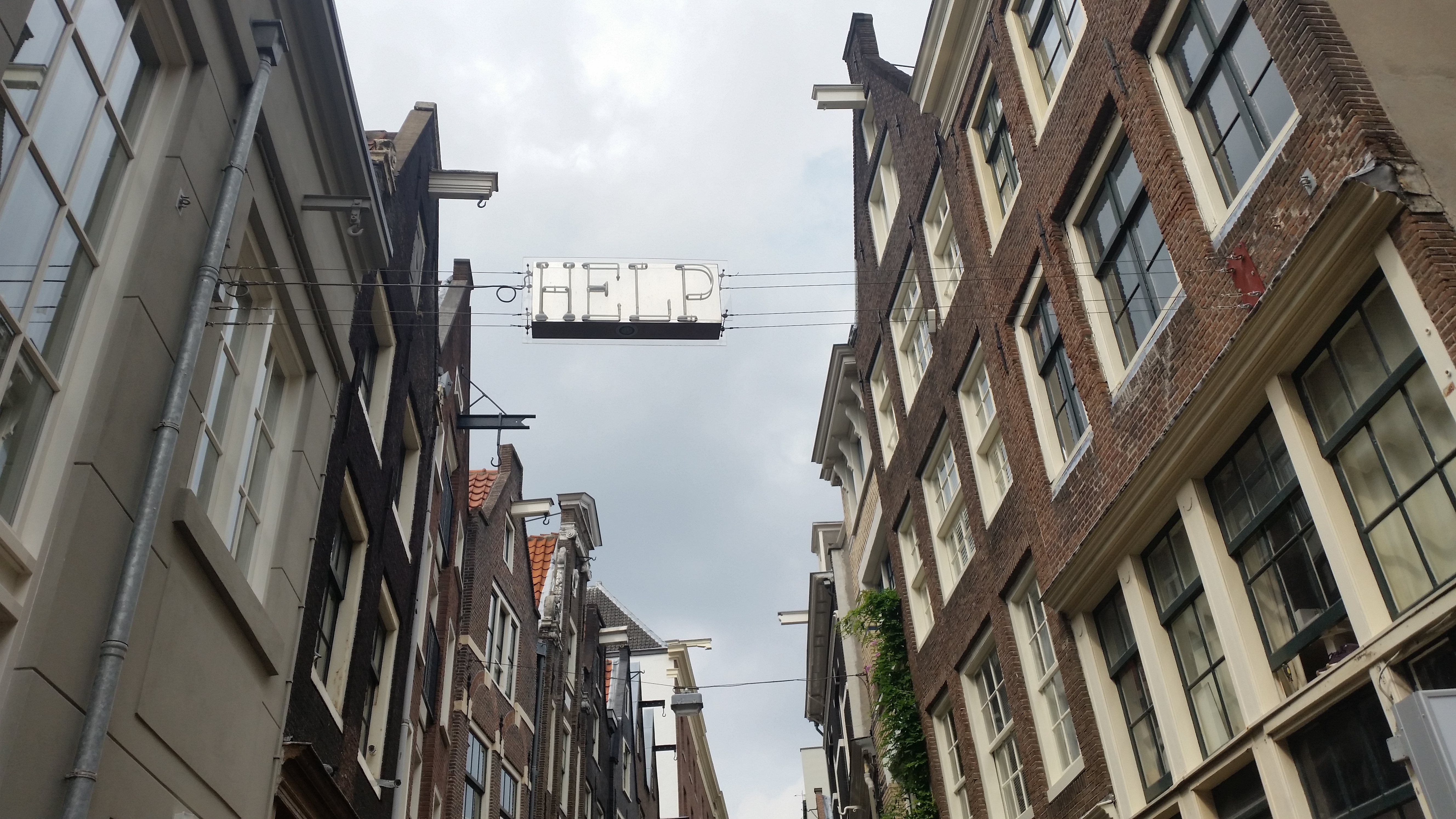
Monument Joes Kloppenburg